# Frans curlingteam (mannen)
Het Franse curlingteam vertegenwoordigt Frankrijk in internationale curlingwedstrijden.

## Geschiedenis
Frankrijk nam voor het eerst deel aan een internationaal toernooi tijdens de Olympische Winterspelen 1924, die in eigen land georganiseerd werden. De eerste curlinginterland ooit werd met 19-10 verloren van Zweden. Twee dagen later vernederde het Britse curlingteam Frankrijk met 46-4. Dit is nog steeds de grootste curlingnederlaag in de Franse geschiedenis. Aangezien er maar drie teams deelnamen aan dit olympisch toernooi, ging Frankrijk toch met de bronzen medaille naar huis.
42 jaar later nam Frankrijk opnieuw deel aan een internationaal toernooi, ditmaal het wereldkampioenschap. Sedertdien was Frankrijk al 33 keer van de partij. Eén keer werd het podium gehaald: in 1973 eindigde het team rond Pierre Boan op de derde plek. Op het Europees kampioenschap kon Frankrijk nog nooit een medaille halen. De vierde plek was tot op heden het hoogst haalbare. In 2013 degradeerde Frankrijk naar de B-divisie. Een jaar later nam er geen Frans team deel aan het EK, en dit voor het eerst in de geschiedenis. Na een jaar afwezigheid keerden de Fransen evenwel terug. Momenteel vertoeft Frankrijk in de B-divisie.

## Frankrijk op de Olympische Spelen
| \| Jaar \| Plaats \| Skip \| WG \| W \| V \| PV \| PT \| \| ---- \| ------------- \| -------------------- \| ------------- \| ------------- \| ------------- \| ------------- \| ------------- \| \| 1924 \| 3 \| Fernand Cournollet \| 2 \| 0 \| 2 \| 14 \| 65 \| \| 1998 \| Geen deelname \| Geen deelname \| Geen deelname \| Geen deelname \| Geen deelname \| Geen deelname \| Geen deelname \| \| 2002 \| 10 \| Dominique Dupont-Roc \| 9 \| 0 \| 9 \| 35 \| 71 \| \| 2006 \| Geen deelname \| Geen deelname \| Geen deelname \| Geen deelname \| Geen deelname \| Geen deelname \| Geen deelname \| \| 2010 \| 7 \| Thomas Dufour \| 9 \| 3 \| 6 \| 37 \| 63 \| \| 2014 \| Geen deelname \| Geen deelname \| Geen deelname \| Geen deelname \| Geen deelname \| Geen deelname \| Geen deelname \| \| 2018 \| Geen deelname \| Geen deelname \| Geen deelname \| Geen deelname \| Geen deelname \| Geen deelname \| Geen deelname \| \| 2022 \| Geen deelname \| Geen deelname \| Geen deelname \| Geen deelname \| Geen deelname \| Geen deelname \| Geen deelname \| \| 2026 \| Geen deelname \| Geen deelname \| Geen deelname \| Geen deelname \| Geen deelname \| Geen deelname \| Geen deelname \| |               |                      |               |               |               |               |               |
| Jaar | Plaats        | Skip                 | WG            | W             | V             | PV            | PT            |
| 1924 | 3             | Fernand Cournollet   | 2             | 0             | 2             | 14            | 65            |
| 1998 | Geen deelname | Geen deelname        | Geen deelname | Geen deelname | Geen deelname | Geen deelname | Geen deelname |
| 2002 | 10            | Dominique Dupont-Roc | 9             | 0             | 9             | 35            | 71            |
| 2006 | Geen deelname | Geen deelname        | Geen deelname | Geen deelname | Geen deelname | Geen deelname | Geen deelname |
| 2010 | 7             | Thomas Dufour        | 9             | 3             | 6             | 37            | 63            |
| 2014 | Geen deelname | Geen deelname        | Geen deelname | Geen deelname | Geen deelname | Geen deelname | Geen deelname |
| 2018 | Geen deelname | Geen deelname        | Geen deelname | Geen deelname | Geen deelname | Geen deelname | Geen deelname |
| 2022 | Geen deelname | Geen deelname        | Geen deelname | Geen deelname | Geen deelname | Geen deelname | Geen deelname |
| 2026 | Geen deelname | Geen deelname        | Geen deelname | Geen deelname | Geen deelname | Geen deelname | Geen deelname |

## Frankrijk op het wereldkampioenschap
| Jaar | Plaats        | Skip                 | WG            | W             | V             | PV            | PT            |
| ---- | ------------- | -------------------- | ------------- | ------------- | ------------- | ------------- | ------------- |
| 1959 | Geen deelname | Geen deelname        | Geen deelname | Geen deelname | Geen deelname | Geen deelname | Geen deelname |
| 1960 | Geen deelname | Geen deelname        | Geen deelname | Geen deelname | Geen deelname | Geen deelname | Geen deelname |
| 1961 | Geen deelname | Geen deelname        | Geen deelname | Geen deelname | Geen deelname | Geen deelname | Geen deelname |
| 1962 | Geen deelname | Geen deelname        | Geen deelname | Geen deelname | Geen deelname | Geen deelname | Geen deelname |
| 1963 | Geen deelname | Geen deelname        | Geen deelname | Geen deelname | Geen deelname | Geen deelname | Geen deelname |
| 1964 | Geen deelname | Geen deelname        | Geen deelname | Geen deelname | Geen deelname | Geen deelname | Geen deelname |
| 1965 | Geen deelname | Geen deelname        | Geen deelname | Geen deelname | Geen deelname | Geen deelname | Geen deelname |
| 1966 | 7             | Jean Albert Sulpice  | 6             | 0             | 6             | 39            | 98            |
| 1967 | 6             | Jean Albert Sulpice  | 7             | 2             | 5             | 51            | 101           |
| 1968 | 5             | Pierre Boan          | 7             | 2             | 5             | 56            | 92            |
| 1969 | 7             | Pierre Boan          | 7             | 2             | 5             | 54            | 71            |
| 1970 | 6             | Pierre Boan          | 7             | 1             | 6             | 53            | 83            |
| 1971 | 6             | Pierre Boan          | 7             | 2             | 5             | 40            | 60            |
| 1972 | 7             | Pierre Boan          | 7             | 2             | 5             | 41            | 52            |
| 1973 | 3             | Pierre Boan          | 10            | 7             | 3             | 82            | 50            |
| 1974 | 5             | Pierre Duclos        | 9             | 4             | 5             | 52            | 66            |
| 1975 | 5             | André Tronc          | 9             | 4             | 5             | 57            | 59            |
| 1976 | 7             | André Tronc          | 9             | 4             | 5             | 57            | 59            |
| 1977 | 9             | Pierre Boan          | 9             | 2             | 7             | 47            | 74            |
| 1978 | 7             | Pierre Boan          | 9             | 3             | 6             | 48            | 60            |
| 1979 | 9             | Georges Magnier      | 9             | 2             | 7             | 35            | 56            |
| 1980 | 10            | René Robert          | 9             | 0             | 9             | 26            | 78            |
| 1981 | 10            | Gerard Ravello       | 9             | 1             | 8             | 34            | 98            |
| 1982 | 10            | André Tronc          | 9             | 1             | 8             | 29            | 67            |
| 1983 | Geen deelname | Geen deelname        | Geen deelname | Geen deelname | Geen deelname | Geen deelname | Geen deelname |
| 1984 | Geen deelname | Geen deelname        | Geen deelname | Geen deelname | Geen deelname | Geen deelname | Geen deelname |
| 1985 | Geen deelname | Geen deelname        | Geen deelname | Geen deelname | Geen deelname | Geen deelname | Geen deelname |
| 1986 | 7             | Dominique Dupont-Roc | 9             | 3             | 6             | 37            | 47            |
| 1987 | 9             | Jean-Francois Orset  | 9             | 2             | 7             | 28            | 63            |
| 1988 | 7             | Christophe Boan      | 11            | 4             | 7             | 51            | 61            |
| 1989 | 9             | Dominique Dupont-Roc | 11            | 3             | 8             | 54            | 66            |
| 1990 | Geen deelname | Geen deelname        | Geen deelname | Geen deelname | Geen deelname | Geen deelname | Geen deelname |
| 1991 | 9             | Dominique Dupont-Roc | 9             | 2             | 7             | 41            | 52            |

| Jaar | Plaats        | Skip                 | WG            | W             | V             | PV            | PT            |
| ---- | ------------- | -------------------- | ------------- | ------------- | ------------- | ------------- | ------------- |
| 1992 | 10            | Thierry Mercier      | 9             | 2             | 7             | 54            | 66            |
| 1993 | 10            | Claude Feige         | 9             | 1             | 8             | 42            | 70            |
| 1994 | Geen deelname | Geen deelname        | Geen deelname | Geen deelname | Geen deelname | Geen deelname | Geen deelname |
| 1995 | Geen deelname | Geen deelname        | Geen deelname | Geen deelname | Geen deelname | Geen deelname | Geen deelname |
| 1996 | Geen deelname | Geen deelname        | Geen deelname | Geen deelname | Geen deelname | Geen deelname | Geen deelname |
| 1997 | Geen deelname | Geen deelname        | Geen deelname | Geen deelname | Geen deelname | Geen deelname | Geen deelname |
| 1998 | Geen deelname | Geen deelname        | Geen deelname | Geen deelname | Geen deelname | Geen deelname | Geen deelname |
| 1999 | Geen deelname | Geen deelname        | Geen deelname | Geen deelname | Geen deelname | Geen deelname | Geen deelname |
| 2000 | 9             | Thierry Mercier      | 9             | 2             | 7             | 35            | 65            |
| 2001 | 6             | Dominique Dupont-Roc | 9             | 4             | 5             | 53            | 58            |
| 2002 | Geen deelname | Geen deelname        | Geen deelname | Geen deelname | Geen deelname | Geen deelname | Geen deelname |
| 2003 | Geen deelname | Geen deelname        | Geen deelname | Geen deelname | Geen deelname | Geen deelname | Geen deelname |
| 2004 | 10            | Thomas Dufour        | 9             | 2             | 7             | 38            | 64            |
| 2005 | Geen deelname | Geen deelname        | Geen deelname | Geen deelname | Geen deelname | Geen deelname | Geen deelname |
| 2006 | Geen deelname | Geen deelname        | Geen deelname | Geen deelname | Geen deelname | Geen deelname | Geen deelname |
| 2007 | 7             | Thomas Dufour        | 12            | 6             | 6             | 76            | 80            |
| 2008 | 5             | Thomas Dufour        | 11            | 6             | 5             | 63            | 53            |
| 2009 | 8             | Thomas Dufour        | 11            | 4             | 7             | 52            | 69            |
| 2010 | 9             | Thomas Dufour        | 11            | 3             | 8             | 63            | 81            |
| 2011 | 5             | Thomas Dufour        | 12            | 7             | 5             | 79            | 69            |
| 2012 | 10            | Thomas Dufour        | 11            | 3             | 8             | 63            | 83            |
| 2013 | Geen deelname | Geen deelname        | Geen deelname | Geen deelname | Geen deelname | Geen deelname | Geen deelname |
| 2014 | Geen deelname | Geen deelname        | Geen deelname | Geen deelname | Geen deelname | Geen deelname | Geen deelname |
| 2015 | Geen deelname | Geen deelname        | Geen deelname | Geen deelname | Geen deelname | Geen deelname | Geen deelname |
| 2016 | Geen deelname | Geen deelname        | Geen deelname | Geen deelname | Geen deelname | Geen deelname | Geen deelname |
| 2017 | Geen deelname | Geen deelname        | Geen deelname | Geen deelname | Geen deelname | Geen deelname | Geen deelname |
| 2018 | Geen deelname | Geen deelname        | Geen deelname | Geen deelname | Geen deelname | Geen deelname | Geen deelname |
| 2019 | Geen deelname | Geen deelname        | Geen deelname | Geen deelname | Geen deelname | Geen deelname | Geen deelname |
| 2021 | Geen deelname | Geen deelname        | Geen deelname | Geen deelname | Geen deelname | Geen deelname | Geen deelname |
| 2022 | Geen deelname | Geen deelname        | Geen deelname | Geen deelname | Geen deelname | Geen deelname | Geen deelname |
| 2023 | Geen deelname | Geen deelname        | Geen deelname | Geen deelname | Geen deelname | Geen deelname | Geen deelname |
| 2024 | Geen deelname | Geen deelname        | Geen deelname | Geen deelname | Geen deelname | Geen deelname | Geen deelname |
| 2025 | Geen deelname | Geen deelname        | Geen deelname | Geen deelname | Geen deelname | Geen deelname | Geen deelname |

## Frankrijk op het Europees kampioenschap
| Jaar | Plaats | Skip                 | WG | W | V | PV | PT |
| ---- | ------ | -------------------- | -- | - | - | -- | -- |
| 1975 | 6      | Pierre Boan          | 7  | 3 | 4 | 53 | 48 |
| 1976 | 5      | Pierre Boan          | 8  | 4 | 4 | 50 | 57 |
| 1977 | 6      | André Tronc          | 9  | 4 | 5 | 67 | 65 |
| 1978 | 8      | Robert Thierriaz     | 9  | 3 | 6 | 49 | 67 |
| 1979 | 8      | Daniel Paris         | 10 | 4 | 6 | 68 | 70 |
| 1980 | 4      | Claude Feige         | 12 | 8 | 4 | 82 | 62 |
| 1981 | 5      | André Tronc          | 7  | 5 | 2 | 48 | 44 |
| 1982 | 8      | Henri Müller         | 7  | 3 | 4 | 43 | 42 |
| 1983 | 8      | Henri Müller         | 7  | 2 | 5 | 35 | 42 |
| 1984 | 11     | Maurice Mercier      | 7  | 2 | 5 | 32 | 52 |
| 1985 | 11     | Dominique Dupont-Roc | 8  | 4 | 4 | 51 | 38 |
| 1986 | 8      | Jean-Francois Orset  | 6  | 2 | 4 | 28 | 31 |
| 1987 | 12     | Christophe Boan      | 7  | 2 | 5 | 28 | 39 |
| 1988 | 5      | Dominique Dupont-Roc | 9  | 5 | 4 | 52 | 52 |
| 1989 | 4      | Dominique Dupont-Roc | 10 | 5 | 5 | 49 | 47 |
| 1990 | 6      | Thierry Mercier      | 9  | 4 | 5 | 44 | 51 |
| 1991 | 5      | Dominique Dupont-Roc | 7  | 3 | 4 | 38 | 42 |
| 1992 | 5      | Claude Feige         | 7  | 3 | 4 | 43 | 45 |
| 1993 | 6      | Jan Henri Ducroz     | 7  | 2 | 5 | 40 | 55 |
| 1994 | 13     | Thierry Mercier      | 7  | 2 | 5 | 34 | 40 |
| 1995 | 8      | Jan Henri Ducroz     | 10 | 6 | 4 | 83 | 40 |
| 1996 | 13     | Jan Henri Ducroz     | 6  | 1 | 5 | 32 | 47 |
| 1997 | 11     | Jan Henri Ducroz     | 6  | 4 | 2 | 46 | 39 |
| 1998 | 13     | Jan Henri Ducroz     | 6  | 1 | 5 | 25 | 41 |
| 1999 | 7      | Thierry Mercier      | 9  | 4 | 5 | 52 | 52 |

| Jaar | Plaats        | Skip                  | WG            | W             | V             | PV            | PT            |
| ---- | ------------- | --------------------- | ------------- | ------------- | ------------- | ------------- | ------------- |
| 2000 | 7             | Dominique Dupont-Roc  | 11            | 5             | 6             | 70            | 65            |
| 2001 | 7             | Thierry Mercier       | 11            | 4             | 7             | 58            | 82            |
| 2002 | 9             | Dominique Dupont-Roc  | 11            | 3             | 8             | 59            | 77            |
| 2003 | 7             | Thomas Dufour         | 10            | 5             | 5             | 59            | 63            |
| 2004 | 10            | Thierry Mercier       | 9             | 1             | 8             | 44            | 66            |
| 2005 | 11            | Thomas Dufour         | 13            | 10            | 3             | 96            | 55            |
| 2006 | 7             | Thomas Dufour         | 11            | 5             | 6             | 63            | 75            |
| 2007 | 7             | Thomas Dufour         | 9             | 4             | 5             | 41            | 56            |
| 2008 | 6             | Thomas Dufour         | 9             | 4             | 5             | 52            | 51            |
| 2009 | 5             | Thomas Dufour         | 10            | 6             | 4             | 63            | 58            |
| 2010 | 8             | Thomas Dufour         | 13            | 5             | 8             | 62            | 73            |
| 2011 | 8             | Thomas Dufour         | 11            | 6             | 5             | 67            | 68            |
| 2012 | 8             | Thomas Dufour         | 12            | 4             | 8             | 75            | 87            |
| 2013 | 9             | Joffrey Vincent       | 9             | 1             | 8             | 32            | 76            |
| 2014 | Geen deelname | Geen deelname         | Geen deelname | Geen deelname | Geen deelname | Geen deelname | Geen deelname |
| 2015 | 27            | Wilfrid Coulot        | 12            | 8             | 4             | 85            | 47            |
| 2016 | 25            | Jean-Olivier Biechely | 21            | 9             | 12            | 141           | 129           |
| 2017 | 17            | Eddy Mercier          | 17            | 11            | 6             | 100           | 95            |
| 2018 | 25            | Eddy Mercier          | 9             | 1             | 8             | 42            | 64            |
| 2019 | 20            | Eddy Mercier          | 17            | 14            | 3             | 123           | 81            |
| 2021 | 20            | Eddy Mercier          | 7             | 3             | 4             | 34            | 36            |
| 2022 | 13            | Eddy Mercier          | 12            | 8             | 2             | 69            | 37            |
| 2023 | 14            | Eddy Mercier          | 10            | 6             | 4             | 73            | 61            |
| 2024 | 18            | Eddy Mercier          | 7             | 5             | 2             | 51            | 36            |

Andorra · Australië · België · Bosnië en Herzegovina · Brazilië · Bulgarije · Canada · China · Chinees Taipei · Denemarken · Duitsland · Engeland · Estland · Filipijnen · Finland · Frankrijk · Georgië · Griekenland · Groot-Brittannië · Guyana · Hongarije · Hongkong · Ierland · IJsland · India · Israël · Italië · Jamaica · Japan · Kazachstan · Kenia · Kirgizië · Kroatië · Letland · Liechtenstein · Litouwen · Luxemburg · Mexico · Nederland · Nieuw-Zeeland · Nigeria · Noorwegen · Oekraïne · Oostenrijk · Polen · Portugal · Puerto Rico · Qatar · Roemenië · Rusland · Saoedi-Arabië · Schotland · Servië · Slovenië · Slowakije · Spanje · Thailand · Tsjechië · Tsjecho-Slowakije · Turkije · Verenigde Staten · Wales · Wit-Rusland · Zuid-Korea · Zweden · Zwitserland